# Règim de dispensació d'un producte farmacèutic
Les regulacions que determinen el règim de dispensació d'un producte farmacèutic (o especialitat farmacèutica o medicament), varien segons la jurisdicció. En alguns països, com Estats Units o l'Estat espanyol, estan regulades a nivell nacional per una sola agència. En altres jurisdiccions és cada estat qui ho regula, com és el cas d'Austràlia.
Aquestes regulacions estan dissenyades principalment per a protegir la salut i la seguretat de la població, així com garantir la seguretat, qualitat i eficàcia dels productes terapèutics que estan coberts per l'àmbit d'aplicació de les regulacions. En la majoria de les jurisdiccions, els productes terapèutics s'han de registrar abans de poder ser comercialitzats. En general, hi ha algun grau de restricció de la disponibilitat de determinats productes terapèutics en funció del seu risc per als consumidors.

## Austràlia
- Unscheduled/exempt: Venda lliure.
- Schedule 2 (S2) - Pharmacy Medicines: De venda en farmàcies.
- Schedule 3 (S3) - Pharmacist Only Medicines: Només amb prescripció farmacèutica.
- Schedule 4 (S4) - Prescription Only Medicines: Només amb prescripció mèdica.
- Schedule 8 (S8) - Controlled Drugs: D'especial control.

## Canadà
- Over the counter (OTC): Dispensació sense recepta mèdica.
- ℞-only o Ronly: Dispensació només amb prescripció mèdica.
- Schedule de I a VIII: d'especial control, inclouen mòrfics, amfetamines, cànnabis, etc.

## Espanya
- Sense recepta (inclouen les Especialitat Farmacèutica Publicitària o EFP). [per taula de fàrmac: Dispensació Lliure]
- Amb recepta mèdica (és representada en el cartonatge per una petita circumferència). [per taula de fàrmac: Recepta Mèdica]:
  - Sense cap altre requeriment.
  - Especialitat d'ECM (especial control mèdic).
  - Especialitat de DH (diagnòstic hospitalari).
  - Especialitat d'UH (ús hospitalari).
  - Requereix recepta addicional d'estupefaents (és representada en el cartonatge per un petit cercle negre) [per taula de fàrmac: Estupefaents].

## Estats Units
- Over the counter (OTC): Dispensació sense recepta mèdica.
- ℞-only o Rx-only: Dispensació només amb prescripció mèdica.

## Regne Unit
- General Sale List (GSL): Venda lliure en qualsevol establiment
- Pharmacy medicines (P): Dispensació només en farmàcies.
- Prescription Only Medicines (POM): Dispensació només amb prescripció mèdica.
- Controlled Drug (CD): Amb especial control.